# Qatar Athletic Super Grand Prix 2016
Doha Diamond League 2016 byl lehkoatletický mítink, který se konal 6. května 2016 v katarské hlavním městě Dauhá. Byl součástí série mítinků Diamantová liga.

## Výsledky
- Archiv výsledků zde [1]

### Muži
| Disciplína             | 1. místo                     | 2. místo                 | 3. místo                |
| Běh na 200 m           | Ameer Webb 19,85             | Alonso Edward 20,06      | Femi Ogunode 20,10      |
| Běh na 400 m           | LaShawn Merritt 44,41        | Machel Cedenio 44,68     | Abd al-Ilah Harun 44,81 |
| Běh na 1500 m          | Asbel Kipruto Kiprop 3:32,15 | Elijah Manangoi 3:33,67  | Silas Kiplagat 3:33,86  |
| Běh na 3000 m překážek | Conseslus Kipruto 8:05,13    | Jairus Kipchoge 8:08,28  | Abraham Kibiwot 8:09,25 |
| Běh na 110 m překážek  | Omar McLeod 13,05 m          | Hansle Parchment 13,10 m | Orlando Ortega 13,12 m  |
| Skok vysoký            | Erik Kynard 233 cm           | Zhang Guowei 231 cm      | Marco Fassinotti 229 cm |
| Trojskok               | Christian Taylor 17,23 m     | Tung Pin 17,07 m         | Alexis Copello 16,98 m  |
| Hod diskem             | Piotr Małachowski 68,03 m    | Philip Milanov 67,26 m   | Victor Hogan 65,59 m    |

### Ženy
| Disciplína            | 1. místo                     | 2. místo                 | 3. místo                            |
| Běh na 100 m          | Tori Bowieová 10,80          | Dafne Schippersová 10,83 | Veronica Campbellová-Brownová 10,91 |
| Běh na 800 m          | Caster Semenyaová 1:58,26    | Habitam Alemu 1:59,14    | Eunice Jepkoech Sumová 1:59,74      |
| Běh na 3000 m         | Almaz Ayanaová 8:23,11       | Mercy Cherono 8:26,36    | Gelete Burkaová 8:28,49             |
| Běh na 400 m překážek | Eilidh Doyleová 54,53        | Kemi Adekoyaová 54,87    | Kaliese Spencerová 55,02            |
| Skok o tyči           | Sandi Morrisová 483 cm       | Nicole Büchler 478 cm    | Katerina Stefanidiová 473 cm        |
| Trojskok              | Caterine Ibargüenová 15,04 m | Yulimar Rojasová 14,92 m | Olga Rypakovová 14,61 m             |
| vrh koulí             | Tia Brooks 19,48 m           | Anita Mártonová 19,22 m  | Emel Dereli 18,57 m                 |
| Hod oštěpem           | Sunette Viljoenová 65,14 m   | Kathryn Mitchell 63,25 m | Lü Chuej-chuej 62,42 m              |